# Гиродон
Ги́родон (лат. Gyrodon) — род трубчатых грибов семейства Свинушковые (лат. Paxillaceae).

## Классификация
Род Гиродон включает следующие виды:
- Gyrodon lividus (Bull.) Sacc., 1888 — Подольшаник
- Gyrodon exiguus Singer & Digilio, 1960 — в настоящее время перенесён в род Boletinellus.
- Gyrodon monticola Singer, 1957 — в настоящее время перенесён в род Boletinellus.
- Gyrodon merulioides (Schwein.) Singer, 1938 — Гиродон мерулиусовидный
- Gyrodon pseudolignicola (Neda) Har. Takah., 1992

Британский ботаник Рой Уотлинг считает этот род монотипным и включает только вид Gyrodon lividus, а другие виды, ранее рассматриваемые в составе рода Gyrodon, относит к роду Boletinellus.